# Melanocharacidium dispilomma
Melanocharacidium dispilomma es una especie de peces de la familia Crenuchidae en el orden de los Characiformes.

## Morfología
Los machos pueden llegar alcanzar los 5 cm de longitud total.

## Hábitat
Vive en zonas de clima tropical entre 25 °C - 29 °C de temperatura.

## Distribución geográfica
Se encuentran en Sudamérica:  cuencas de los ríos  Amazonas, Orinoco, Esequibo y ríos entre la Guayana y la Guayana Francesa.